# Balneum bivittatum
Balneum bivittatum är en insektsart som beskrevs av Piza Jr. 1967. Balneum bivittatum ingår i släktet Balneum och familjen vårtbitare. Inga underarter finns listade i Catalogue of Life.